# Retîk, Kroleveț
Retîk (în ucraineană Ретик) este un sat în comuna Bîstrîk din raionul Kroleveț, regiunea Sumî, Ucraina. În secolul al XIX-lea, satul făcea parte din volostul Kroleveț, uezdul Kroleveț.

## Demografie
Componența lingvistică a localității Retîk
     Ucraineană (89,47%)
     Rusă (10,53%)
Conform recensământului din 2001, majoritatea populației localității Retîk era vorbitoare de ucraineană (89,47%), existând în minoritate și vorbitori de rusă (10,53%).